# Марія Елена Мояно
Марія Елена Мояно Дельгадо (29 листопада 1958 - 15 лютого 1992) - афро-перуанська організатор громади і феміністка, яку вбила партія "Сяючий шлях" (Sendero Luminoso). Вона виросла в злиднях у віллі "El Salvador pueblo joven", а потім залучилася до місцевої групи активістів. Марія була двічі президентом FEPOMUVES (популярної Народної федерації жінок Вілли Сальвадор), а на момент смерті вже була заступником мера. Її похорони відвідали 300 000 людей, що призвело до спаду популярності підтримки комуністично-тереростичної партії "Сяючий шлях".
Перуанський орден "За заслуги" вона отримала посмертно.

## Раннє життя
Марія Елена Мояно народилася в Сантьяго-де-Сурко в Лімі 23 листопада 1958 р. У неї було шість братів і сестер, а батьками були Еухенія Дельгадо Кабрера та Ермоген Мояно Лескано. Сім'я переїхала в Villa El Salvador Пуебло JOVEN, коли їй було лише 13 років. Виросла Марія Елена Мояно в злиднях і отримала стипендію для вивчення права в Університеті Інки Гарсіласо де ла Вега, але потім через два роки припинила навчання, щоб зосередитися на громадській активності. Мояно вийшла заміж за Густаво Пінекі в 1980 році, і у них народилося двоє дітей.

## Активізм

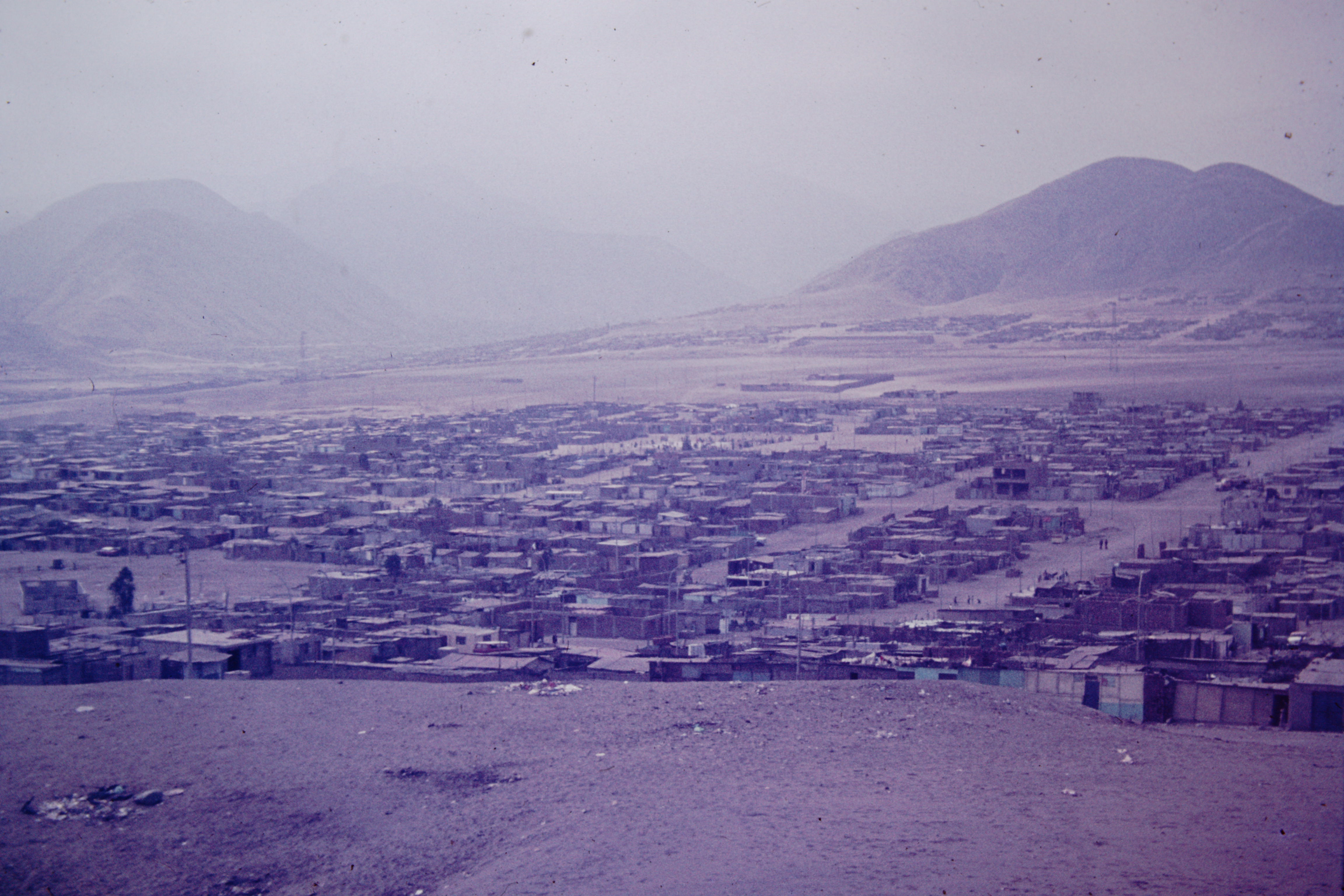
Вілла Сальвадор на фото в 1975 році

На віллі Сальвадор Мояно допомагала створювати початкові школи, центри роздачі їжі бідним (так званні супові кухні) та клуби для матерів. У 1983 році Мояно брала участь у заснуванні Федерації популярних де Мухерес де Вілла Сальвадор (FEPOMUVES). Група проводила тренінги для жінок, створювала проєкти та представляла їх інтереси. Мояно двічі обиралася президентом. Федерація відкрила, посусідству із своїм офісом, кафе та проводила програму Vaso de Leche, котра мала на меті змусити кожну дитину в містечку щодня випивати склянку молока. Ініціативу започаткували мер Ліми Альфонсо Баррантес Лінган та Об'єднані ліві, а потім перейнявла FEPOMUVES. До 1991 року Мояно була заступницею мера Вілли Сальвадор. Того ж року «Сяючий шлях» (Sendero Luminoso) підірвав розподільчий центр FEPOMUVES. На день підриву, організація FEPOMUVES вже відкрила 90 кафе.
Мояно критикувала як уряд Перу на чолі з Альберто Фухіморі, так і "Сяючий шлях". Вона вважала, що адміністрація слаба в наведенні порядку, а поліція корумпована. Фухіморі вводив радикальні заходи жорсткої економії, що призвели до зупинення інфляції. Незважаючи на те, що вона усвідомлювала, що на її життя може бути здійснено замах, вона також виступила проти "Сяючого шляху", сказавши, що їхні дії більше не революційні. У відповідь в "Сяючному шляху" засудили її як "ревізіоністку". Після того, "Сяючий шлях" опублікував листівку із засудженням її, де говорилося, що вона працювала на уряд і сама підірвала розподільчий центр, Мояно відповіла спростувавши звинувачення. Хуана Лопес Леон, ще одна активістка Васо де Лече, також була вбита "Сяючим шляхом" 31 серпня 1991 року.
Мояно почала отримувати погрози щодо власного життя. Вона ненадовго залишила країну, а коли повернулася, їй дали двох охоронців. Коли 14 лютого 1992 року "Сяючий шлях" закликав до збройного страйку і щоб усі залишились вдома, вона виразила протест і організувала мирний марш. Мояно вірила у ненасильство, виступаючи за соціальну справедливість та самоврядування.

## Смерть і спадщина
15 лютого 1992 року Мояно була вбита на очах своїх дітей на під час проведення соціального заходу у Віллі Сальвадор членами "Сяючого шляху". Вбивці спочатку застрелили її, а потім підірвали тіло вибухівкою.
За офіційними оцінками, 300 000 людей відвідали похорон Марії Елени Мояно. Населення країни було обурене вбивством Мояно і цей злочин розглядається як важливий крок у падінні підтримки групи тереростичної групи "Сяючого шляху" та захоплення лідера терористичної цієї групи Абімаеля Гусмана у вересні 1992 року. Президент Педро Пабло Кучинський посмертно вручив перуанський Орден "За заслуги" за служіння Мояно народу Перу. Орден доньки прийняла матір у 2017 році.
Фільм Coraje (Кураж) вийшов у 1998 році. Він розповів вигадану версію життя Мояно. Міжнародна Амністія опублікувала звіт про права людини в Перу в 1997 році, який був присвячений пам'яті Мояно. Центр досліджень Латинської Америки та Карибського басейну в Університеті Іллінойсу в Урбана-Шампані створив Фонд стипендій імені Марії Олени Мояно у 2017 році, щоб фінансувати іспаномовних аспірантів з Латинської Америки.

## Зовнішні посилання
- Огляд автобіографії Марії Елени Мояно (2000) [Архівовано 28 липня 2021 у Wayback Machine.]
- Фотографії Марії Олени Мояно від www.amigosdevilla.it [Архівовано 15 лютого 2022 у Wayback Machine.]
- El Asesinato de Maria Elena Moyano – Especial de TV Peru (ісп.). YouTube. 13 лютого 2012. Архів оригіналу за 8 червня 2021. Процитовано 19 квітня 2022.
- Sucedio en el Perú – María Elena Moyano – bloque 1/5 (ісп.). YouTube. 20 жовтня 2009.

## Подальше читання
- Берт, Джо-Марі. "Los usos y abusos de la memoria de Maria Elena Moyano". A Contracorriente: Una revista de historia y de América Latina, Vol. 7, No 2 (2020), 165–209.
- Берт, Джо-Марі. "Облік вбивств: оскаржувані розповіді про життя і смерть Марії Олени Мояно", в " Облік насильства" під редакцією Ксенії Білбії та Лі Пейн. Chapel Hill: Duke University Press, 2011, 69–97.
- Сміливість (фільм 1999 р.).
- Горрити, Густаво. Сяючий шлях . Чапел-Хілл: Університет Північної Кароліни, 1999. Друк.
- Хайльман, Джеймі Патрісія. Перед сяючим шляхом: політика в сільському Айякучо, 1895–1980 . Стенфорд, Каліфорнія: Stanford UP, 2010.
- Шоу, Ліза та Стефані Деннісон. Поп-культура Латинська Америка: ЗМІ, мистецтво та спосіб життя . ABC-CLIO, 2005.
- Старн, Орін і Ла Серна, Мігель Сяючий шлях - кохання, божевілля та революція в Андах . WW Norton & Company, Inc., 2019.